# Souvrství Laramie

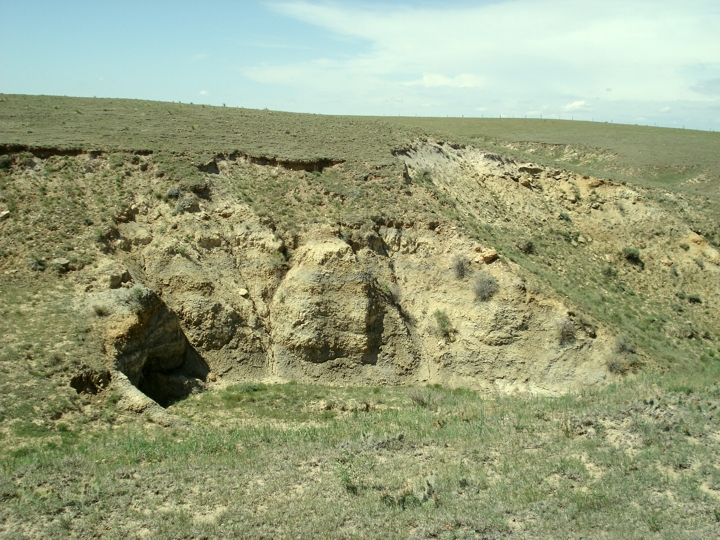
Horninové výchozy souvrství Laramie.

Souvrství Laramie je geologickou formací na území severovýchodního Colorada v USA. Stáří sedimentů činí asi 69 až 68 milionů let, jedná se tedy o usazeniny z nejpozdnější křídy (geologický stupeň maastricht). Mocnost sedimentů činí asi 60 až 150 metrů, nejběžnější horninou je pískovec a jílovec. Souvrství bylo pojmenováno roku 1876 americkým geologem Clarencem R. Kingem a je známé zejména objevy posledních dinosaurů. Dalšími zde objevenými živočichy jsou paryby a ryby, obojživelníci, želvy, ještěři, krokodýli a savci. Fosilní pylová zrna ukazují na výraznou biodiverzitu rostlin.

## Dinosauří fauna
Ankylosauři
- Edmontonia sp.

Rohatí dinosauři

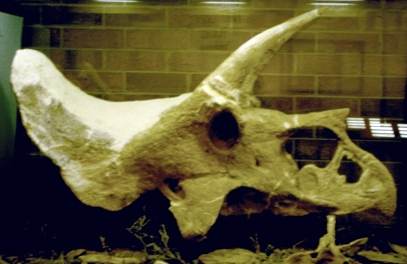
Lebka triceratopse ze souvrství Laramie, pravděpodobně nejstarší známá fosilie tohoto rodu.

- Ceratopsipes goldenensis (fosilní otisky stop velkých ceratopsidů)[4]
- Torosaurus latus
- Triceratops horridus[5]

Ornitopodi
- Edmontosaurus annectens
- Thescelosaurus neglectus

Teropodi
- Dromaeosaurus sp.
- Ornithomimus minutus
- Paronychodon sp.
- Tyrannosauripus pillmorei[6]
- Tyrannosaurus rex[7][8]